# Dicranota modesta
Dicranota modesta är en tvåvingeart som först beskrevs av Osten Sacken 1869.  Dicranota modesta ingår i släktet Dicranota och familjen hårögonharkrankar. Inga underarter finns listade i Catalogue of Life.